# Municipio de Hammond (Minnesota)
El municipio de Hammond (en inglés: Hammond Township) es un municipio ubicado en el condado de Polk en el estado estadounidense de Minnesota. En el año 2010 tenía una población de 44 habitantes y una densidad poblacional de 0,47 personas por km².

## Geografía
El municipio de Hammond se encuentra ubicado en las coordenadas 47°37′47″N 96°38′36″O / 47.62972, -96.64333. Según la Oficina del Censo de los Estados Unidos, el municipio tiene una superficie total de 93.94 km², de la cual 93,94 km² corresponden a tierra firme y (0 %) 0 km² es agua.

## Demografía
Según el censo de 2010, había 44 personas residiendo en el municipio de Hammond. La densidad de población era de 0,47 hab./km². De los 44 habitantes, el municipio de Hammond estaba compuesto por el 100 % blancos. Del total de la población el 0 % eran hispanos o latinos de cualquier raza.